# Oldřich Stodůlka
Oldřich Stodůlka (* 27. prosince 1941 Žebětín) je bývalý český fotbalový útočník. Byl taktéž žebětínským komunálním politikem.

## Fotbalová kariéra
V československé nejvyšší soutěži zasáhl do 1 utkání v dresu Spartaku ZJŠ Brno (dobový název Zbrojovky), v němž neskóroval. Nastupoval převážně v druholigovém zbrojováckém B-mužstvu (1963–1964). Během základní vojenské služby hrál za Duklu Brno.
Je odchovancem žebetínské kopané, později se do klubu hráčsky vrátil a působil zde i jako člen výboru či organizační pracovník.

### Prvoligová bilance
| Ročník             | Zápasy | Góly | Minuty | Klub             |
| ------------------ | ------ | ---- | ------ | ---------------- |
| I. liga 1962/63    | 1      | 0    | 74     | Spartak ZJŠ Brno |
| CELKEM I. ČS. LIGA | 1      | 0    | 74     |                  |